# Trigophora lushanensis
Trigophora lushanensis är en insektsart som beskrevs av Matsumura 1942. Trigophora lushanensis ingår i släktet Trigophora och familjen spottstritar. Inga underarter finns listade i Catalogue of Life.